# Erika Guerrier
Pour les articles homonymes, voir Guerrier (homonymie).
Erika Guerrier est une boxeuse française née le 23 juin 1989.

## Carrière sportive
En 2014, elle remporte la médaille de bronze aux championnats du monde amateur à Jeju en moins de 69 kg (poids welters). Elle est sacrée championne de France en moins de 75 kg en 2009 et en 2010.